# The Straight Dope

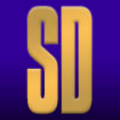
Logo do Straight Dope

The Straight Dope é uma popular coluna de jornal publicada no Chicago Reader e distribuída em 30 jornais nos Estados Unidos e Canadá, bem como disponíveis e arquivadas no site Straight Dope.

## Jornal
A coluna deriva seu nome da expressão em língua inglesa que significa aproximadamente "a pura verdade". A coluna abrange muitos assuntos, incluindo história, ciência, supertições, lendas urbanas e invenções. A coluna aparece sob o slogan "Combatendo a ignorância desde 1973 (está tomando mais tempo do que pensávamos)". Foi publicada pela primeira vez por Reader em 1973, atualmente é escrita por Cecil Adams (pseudônimo) e ilustrada por Slug Signorino.

## Livros
Adams já publicou cinco coleções de suas colunas, e seu "assistente" Ed Zotti publicou uma coleção para crianças, Know It All, no estilo das publicadas por Adams.

## Televisão
Em 1996, a rede A&E Network exibiu por um breve período um programa com base na coluna The Straight Dope, apresentado e co-escrito pelo comediante Mike Lukas.